# 8580 Pinsky
8580 Pinsky è un asteroide della fascia principale. Scoperto nel 1996, presenta un'orbita caratterizzata da un semiasse maggiore pari a 3,1147040 UA e da un'eccentricità di 0,1371778, inclinata di 12,12267° rispetto all'eclittica.